# Prignac-et-Marcamps
Prignac-et-Marcamps é uma comuna francesa na região administrativa da Nova Aquitânia, no departamento da Gironda. Estende-se por uma área de 9,68 km². Em 2010 a comuna tinha 1 413 habitantes (densidade: 146 hab./km²).